# Ana Paula Junqueira Leão
Ana Paula Procópio Junqueira (Varginha, 22 de Agosto de 1965) é uma política brasileira, filiada ao Progressistas (PP). É deputada federal por Minas Gerais.

## Biografia
Ana Paula começou sua carreira política em 2018, candidatando-se à deputada federal, quando não foi eleita.  Alcançou 62.815 (0,70%) votos.
Em 2022, candidatou-se novamente a deputada federal, e conseguiu se eleger atingindo a votação de 77.990 votos.
Ana Paula Junqueira é primeira-dama de Uberlândia e esposa do prefeito Odelmo Leão (PP).